# Comment se pose aujourd'hui le problème de l'existence de Dieu
Comment se pose aujourd'hui le problème de l'existence de Dieu est un ouvrage du philosophe et théologien Claude Tresmontant (1925-1997). L'auteur y pose la question : le problème de l'existence de Dieu peut-il être traité, et particulièrement de nos jours, de façon rationnelle ?
Selon Claude Tresmontant, la naissance et le développement du monde prouvent que Dieu existe. En effet, depuis plusieurs milliards d'années, nous assistons à une création continue et inachevée, en train de se faire, du simple au complexe, du diffus à l'organisé, de l'inerte au vivant et au pensant. Cette création ne pourrait se faire seule, par ses propres moyens et l'athéisme, qui apparaît selon l'auteur, comme un panthéisme « mystique », est donc impensable après une analyse rationnelle du réel.

## Présentation
Les théologiens du Moyen Âge et de la Renaissance ont traité de ce problème avec les connaissances de l'époque. Mais nous savons depuis peu que l'Univers est en évolution, ce qui permet à l'auteur de s'appuyer sur le réel (structure, histoire et développement de l'Univers) pour démontrer qu'une cosmologie athée est impensable.

### La cosmologie
Claude Tresmontant expose tout d’abord une synthèse de nos connaissances actuelles en cosmologie par une chronologie des principales découvertes contemporaines (galaxie, loi de Hubble, modèle cosmologique, théories du Big Bang et de l’Univers en expansion) pour  démontrer que notre vision du monde, basée sur l’expérience et le réel (comme chez Aristote, Thomas d'Aquin, Bergson), est très différente des philosophies spéculatives, si répandues de nos jours, de la « représentation du monde » (par exemple chez Platon, Descartes, Kant et Sartre).
Il développe ensuite le problème de l’être : toute existence fait question. "Les métaphysiques qui tentent de déprécier l’Univers" et "celles qui disent que le problème n’existe pas" (ontologie de Parménide) sont sujettes à discussion, ainsi que les présupposés de Kant et de Sartre. Après s'être demandé si le monde est l'être pris absolument, Tresmontant examine le matérialisme marxiste et termine ce chapitre par l'examen du problème ontologique dans les différents modèles d'Univers et des problèmes posés par la structure de l’Univers et de la matière.

### Démonstration de l'existence de Dieu
D'après Tresmontant, si l'on prend pour vraie l'existence de l'univers (ensemble de toute la matière connue et inconnue), on peut formuler deux hypothèses sur son origine:
1. Hypothèse panthéiste: L'Univers a toujours existé. Il est donc éternel et suffisant, deux attributs qui caractérisent la divinité.
2. Hypothèse de l'origine. L'Univers n'a pas toujours existé. Il est donc apparu à un moment donné. Se pose donc la question de son origine. Là encore, on peut envisager deux hypothèses :
  1. Hypothèse athée: L'Univers a surgi spontanément du néant.
  2. Hypothèse théiste ou déiste: L'Univers a été créé par un être qui lui est préexistant. Cet être est suffisant (puisqu'il existait seul avant l'avènement de l'Univers) et éternel (sinon se poserait la question de sa propre origine). Puisqu'il a les attributs de la divinité, on peut l'appeler Dieu.

Or, si l'Univers a pu paraître immuable depuis l'Antiquité jusqu'à un passé relativement récent, nous savons aujourd'hui qu'il n'en est rien : L'Univers évolue, il a une histoire. "Que pourrait bien signifier un Univers éternel, puisqu'en fait, tout ce qui constitue l'Univers a un âge ?". Donc, si l'Univers a une histoire, c'est qu'il a une origine et aura très certainement une fin. Les observations scientifiques contredisent donc l'hypothèse panthéiste.
Par ailleurs, l'hypothèse athée est contraire à la raison, car elle suppose la génération spontanée de l'Univers. "Il faut donc expliquer comment de rien, absolument rien, quelque chose a pu surgir, seul."
Par déduction, il ne reste donc plus que l'hypothèse théiste. Elle est à la fois conforme aux observations cosmiques et à la raison.

### Apparition de la vie
Comment expliquer l'apparition de la vie ?  Les théories actuelles reposent sur la « tentative d’explication par le hasard » (Leucippe, Démocrite) et la « loi naturelle ». Se basant sur les travaux de Charles-Eugène Guye, Tresmontant est convaincu que le hasard n'est pas suffisant pour expliquer l'arrangement des atomes dans une molécule, les macromolécules, les protéines ainsi que l'organisation de toutes les molécules dans la cellule, et encore moins à rendre compte de la vie même de l'être vivant. Cette tentative d'explication par le hasard lui apparaît donc très irréaliste. Quant à la loi naturelle (la « nécessité »), elle expliquerait l'organisation de la matière, toujours plus complexe, mais elle s'avère insuffisante pour justifier, par exemple, l'activité incessante des cellules. Ce chapitre se termine par la différence entre structure « subsistante » et « active », et la synthèse du vivant ; il mentionne notamment les travaux d'Alexandre Oparine. Le problème de l'évolution biologique est celui posé par la croissance de  l'information génétique au cours du temps. Les notions de création et de fabrication conduisent à l’idée de « création immanente et continuée » et de matière « informée ».

### L'évolution de la vie
En ce qui concerne l'évolution biologique, se fondant sur les travaux du biologiste Étienne Wolff, Tresmontant constate que la découverte des causes efficientes pose la question de la finalité. L’examen des relations entre complexification et céphalisation le conduit à une réflexion sur le fait que l'évolution biologique est de « complexité croissante » (Teilhard de Chardin). Il s'interroge sur la notion de « mutation chromosomique ». À l'explication par le hasard, l'auteur préfère voir une « intentionnalité immanente » qui, présente dans la matière, dirige l'évolution. Pour l'auteur, « le hasard et la nécessité » de Jacques Monod constituent une explication très insuffisante. Un mélange de hasard et de sélection naturelle ne peut suffire à rendre compte de l'obtention de réalisations de plus en plus merveilleuses.
Le passage du moins au plus, l'inverse étant absurde, permet de comprendre ce qui caractérise l’émergence du vivant dans une perspective d‘évolution et d’apparition de l’homme. (Critique de la Dialectique de la Nature de Engels). La matière ne s'organise pas, mais est organisée, ce qui est tout à fait différent. Ce chapitre se termine par une description de l’organisme humain et un retour sur la conception cartésienne du corps (organisme, machine, âme). On peut dire de l'homme ce que l'on a dit du réel : il est incapable de rendre compte de ce qu'il est, de ce qu'il contient et de ce qu'il devient.